# Linaria hohenackeri
Linaria hohenackeri är en grobladsväxtart som beskrevs av Nikolai Nikolaievich Tzvelev. Linaria hohenackeri ingår i släktet sporrar, och familjen grobladsväxter. Inga underarter finns listade i Catalogue of Life.